# Дмитровичи (Псковская область)
Дмитровичи — деревня в Новосокольническом районе Псковской области России. Входит в состав Маевской волости.

## География
Расположена в 52 км к северо-западу от города Новосокольники и в 12 км к северо-востоку от бывшего волостного центра, деревни Руново.

## Население
| 2001 | 2002 | 2010 |
| ---- | ---- | ---- |
| 32   | ↗37  | ↘22  |

Численность населения деревни по оценке на начало 2001 года составляла 32 человека.

## История
С 1995 до 2005 года деревня входила в состав ныне упразднённой Островской волости с центром в д. Островки, с 2006 до 2015 года — в состав бывшей Руновской волости.